# 65675 Mohr-Gruber
65675 Mohr-Gruber este un asteroid din centura principală de asteroizi.

## Descriere
65675 Mohr-Gruber este un asteroid din centura principală de asteroizi. A fost descoperit pe 11 ianuarie 1989 la Tautenburg de Freimut Börngen. Asteroidul prezintă o orbită caracterizată de o semiaxă mare de 3,18 ua, o excentricitate de 0,13 și o înclinație de 2,7° în raport cu ecliptica.